# Tour de France 1910
| 8. Tour de France 1910 – Endstand |                      |                                 |
| Streckenlänge                     | 15 Etappen, 4737 km  | 15 Etappen, 4737 km             |
| Toursieger                        | Octave Lapize        | 63 P. 162:41:30 h (29,116 km/h) |
| Zweiter                           | François Faber       | 67 P.                           |
| Dritter                           | Gustave Garrigou     | 86 P.                           |
| Vierter                           | Cyrille Van Hauwaert | 97 P.                           |
| Fünfter                           | Charles Cruchon      | 119 P.                          |
| Sechster                          | Charles Crupelandt   | 148 P.                          |
| Siebenter                         | Ernest Paul          | 154 P.                          |
| Achter                            | André Blaise         | 166 P.                          |
| Neunter                           | Julien Maitron       | 171 P.                          |
| Zehnter                           | Aldo Bettini         | 175 P.                          |

Streckenkarte der Tour de France 1910

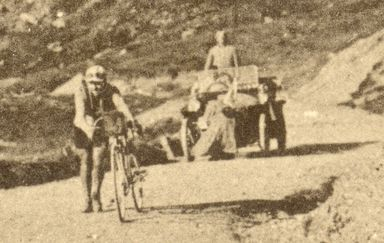
Octave Lapize am Col du Tourmalet

Die Tour de France 1910 dauerte vom 3. bis 31. Juli. Die Anzahl der Etappen wurde von 14 auf 15 erhöht, davon waren 13 mit denen des Vorjahres identisch.

## Rennverlauf
Im Unterschied zu den Vorjahren gab es eine entscheidende Änderung: Erstmals wurden die Pässe der Pyrenäen überwunden. Ein Jahr zuvor war der Reporter Alphonse Steinès in diese damals noch wilde Gegend geschickt worden, um Forst- und Passstraßen zu erkunden, die auch mit Fahrrädern befahrbar waren. Aufgrund seines positiven Berichts wurden der Col de Portet-d’Aspet, der Col de Peyresourde, der Col d’Aspin, der Col du Tourmalet und der Col d’Aubisque ins Programm aufgenommen. Die Straßen waren meist unbefestigt und die Fahrer mussten ihr Rad teilweise schieben. Als der spätere Etappensieger Octave Lapize den Col d’Aubisque überquerte, war er auf die Organisatoren, darunter der Journalist Victor Breyer, nicht sonderlich gut zu sprechen und fluchte erschöpft: „Ihr verdammten Mörder!“ Gustave Garrigou erhielt eine Sonderprämie von 100 Francs, weil er den Tourmalet bezwungen hatte, ohne vom Rad abzusteigen. Die Skulptur Le Géant du Tourmalet soll an diese erste Überquerung des Tourmalet im Rahmen der Tour de France erinnern.
Eine weitere Neuerung war der Besenwagen, der die ausgeschiedenen Fahrer einsammelte und ins Ziel fuhr. 69 von 110 Fahrern mussten diese „Dienstleistung“ in Anspruch nehmen. 41 Fahrer erreichten das Ziel. Das Rennen war geprägt durch den Zweikampf zwischen Vorjahressieger François Faber und Octave Lapize, die drei bzw. vier Etappensiege feiern konnten. Faber führte von der 2. bis zur 12. Etappe das Gesamtklassement an, doch dann profitierte Lapize von einigen Stürzen seines Konkurrenten und entschied schließlich die Rundfahrt für sich. Erstmals waren drei Fahrer aus Algerien am Start.
Überschattet war die Tour von dem Todesfall des französischen Rennfahrers Adolphe Hélière, der während eines Ruhetags an der Côte d’Azur beim Baden ertrank.

## Die Etappen
| Etappen    | Tag      | Start – Ziel        | km  | Etappensieger      | Gesamterster       |
| ---------- | -------- | ------------------- | --- | ------------------ | ------------------ |
| 1. Etappe  | 3. Juli  | Paris – Roubaix     | 272 | Charles Crupelandt | Charles Crupelandt |
| 2. Etappe  | 5. Juli  | Roubaix – Metz (DR) | 398 | François Faber     | François Faber     |
| 3. Etappe  | 7. Juli  | Metz (DR) – Belfort | 259 | Émile Georget      | François Faber     |
| 4. Etappe  | 9. Juli  | Belfort – Lyon      | 309 | François Faber     | François Faber     |
| 5. Etappe  | 11. Juli | Lyon – Grenoble     | 311 | Octave Lapize      | François Faber     |
| 6. Etappe  | 13. Juli | Grenoble – Nizza    | 345 | Julien Maitron     | François Faber     |
| 7. Etappe  | 15. Juli | Nizza – Nîmes       | 345 | François Faber     | François Faber     |
| 8. Etappe  | 17. Juli | Nîmes – Perpignan   | 216 | Georges Paulmier   | François Faber     |
| 9. Etappe  | 19. Juli | Perpignan – Luchon  | 289 | Octave Lapize      | François Faber     |
| 10. Etappe | 21. Juli | Luchon – Bayonne    | 326 | Octave Lapize      | François Faber     |
| 11. Etappe | 23. Juli | Bayonne – Bordeaux  | 269 | Ernest Paul        | François Faber     |
| 12. Etappe | 25. Juli | Bordeaux – Nantes   | 391 | Louis Trousselier  | François Faber     |
| 13. Etappe | 27. Juli | Nantes – Brest      | 321 | Gustave Garrigou   | Octave Lapize      |
| 14. Etappe | 29. Juli | Brest – Caen        | 424 | Octave Lapize      | Octave Lapize      |
| 15. Etappe | 31. Juli | Caen – Paris        | 262 | Ernesto Azzini     | Octave Lapize      |